# 油水分离器
油水分离器是一种能将油与水分离的装置。
油水分离器有多种，主要是利用油和水间物理性质的差异，像粘附性、密度等，有时还会使用某些特殊的材料来实现油与水的高效分离。